# Computación óptica multivariante
La computación óptica multivariante es un acercamiento al desarrollo de instrumentos espectroscópicos, particularmente para aplicaciones industriales como soporte a la analítica de procesos. Los métodos espectroscópicos "convencionales" a menudo emplean métodos multivariantes para extraer la concentración (u otra información analítica) de los datos recogidos en muchas diferentes longitudes de onda. La computación óptica multivariante usa una computadora óptica para analizar los datos a medida que son recogidos. La meta de este acercamiento es producir instrumentos que son simples y robustos, y retener las ventajas de las técnicas multivariantes para la exactitud y la precisión del resultado.
Un instrumento que implementa este acercamiento puede ser descrito como una computadora óptica multivariante. Puesto que describe un acercamiento, en lugar de cualquier rango de longitud de onda específica, los computadores ópticos multivariantes pueden ser construidos usando una variedad de diferentes instrumentos (incluyendo FTIR y espectroscopia de Raman).
El "software" en la computación óptica multivariante es un elemento óptico multivariante (MOE) que es específico para cada aplicación en particular. El MOE es diseñado para el propósito específico de medir la magnitud de un patrón de multi longitud de onda en el espectro de una muestra, sin medir realmente un espectro.
La computación óptica multivariante permite que los instrumentos sean hechos con las matemáticas de reconocimiento de patrones diseñado directamente dentro de una computadora óptica, la que extrae la información de la luz sin el registro de un espectro. Esto hace posible alcanzar la velocidad, la confiabilidad, y la robustez necesaria para instrumentos de control de proceso en línea en tiempo real.